# Claustre d'Elna
El claustre d'Elna és un monument medieval del Rosselló, a Elna. És el claustre de la catedral d'Elna i fou residència dels seus canonges. El claustre es coneix essencialment per les seves escultures romàniques, però a més d'això també hi ha un nombre important d'escultures gòtiques.
A diferència de la majoria dels claustres de la Catalunya del Nord, el claustre d'Elna no va ser construït per monjos sinó per canonges, els clergues assistents del bisbe en el govern de la diòcesi. Els canonges disposaven d'edificacions de vida i d'estudi ubicades a l'est i a l'oest del claustre. La catedral se situa al sud.
La construcció del claustre es va fer en diverses etapes: la galeria sud es va dur a terme a finals del segle xii; la galeria est és de principis del xiii, la galeria nord de finals d'aquell mateix segle i la galeria oest de començament del segle xiv. Els canonges d'Elna van continuar els treballs del claustre, malgrat el declivi de la vila enfront de la seva rival, Perpinyà. La residència dels canonges es transferí oficialment a Perpinyà el 1602, tot i que el claustre havia estat abandonat força abans d'aquesta data. Durant la Revolució francesa, fou ocupat per l'administració municipal i es convertí en el claustre dels ciutadans. Les primeres restauracions del monument es van dur a terme en aquella època.

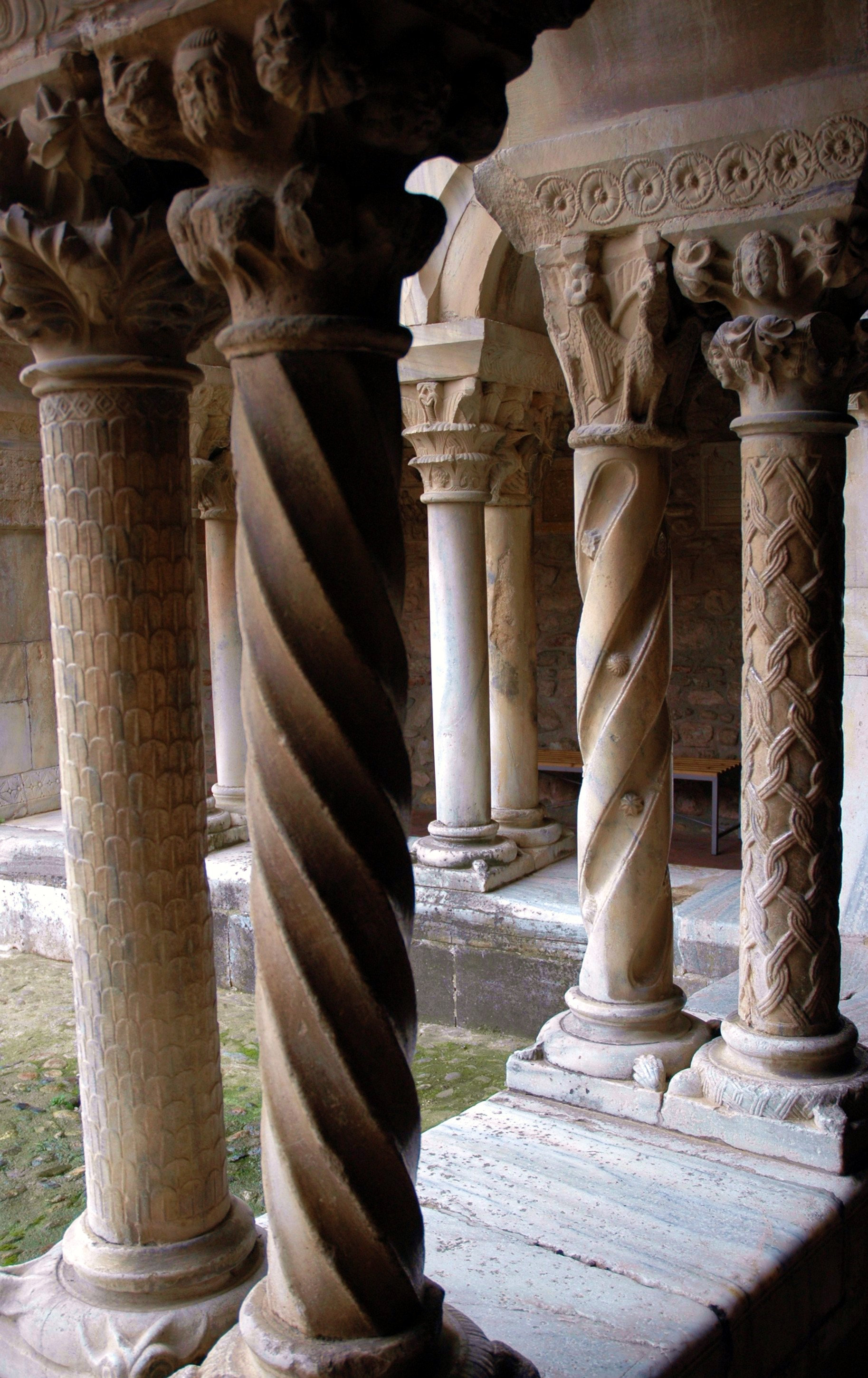
Detall d'algunes formes de les columnes del claustre

El claustre respecta l'esquema d'arquitectura establert al segle xii: cada galeria té cinc pilars quadrangulars i vuit columnes geminades unides amb arcs de mig punt. Està elaborat totalment amb marbre blanc, probablement marbre de Ceret. L'espai central l'ocupa un jardí que en l'època medieval no era accessible, perquè no hi havia cap porta.
L'escultura de la galeria sud és del tot romànica, hereva dels tallers de Santa Maria de Serrabona i de Sant Miquel de Cuixà. S'hi desenvolupen temes vegetals i animals, però el pilar central és l'únic que està ornamentat amb escenes historiades, tretes de la vida de sant Pere i de sant Pau. La paret de la galeria, contigua a la catedral, conté nombroses sepultures de prelats i d'habitants d'Elna. A l'extrem de la galeria, hi ha una gran porta del segle xiv, feta de marbres blancs i rojos, que dona a la catedral. En aquesta galeria, s'hi van afegir arcs gòtics al segle xiv, decorats amb escenes de la resurrecció de Crist.
La galeria oest és una còpia de les escultures de la galeria sud, amb alguns capitells tractats amb estil gòtic.

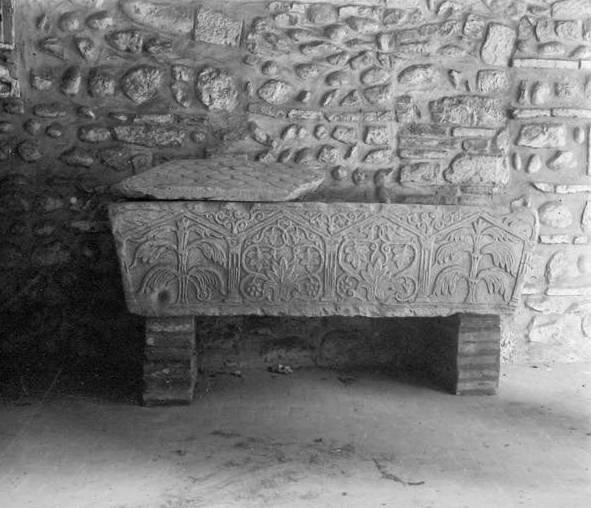
Un sepulcre al claustre (imatge d'entre 1920 i1930)

La galeria nord veu com hi coexisteixen a parts iguals els capitells d'estil romànic i els capitells gòtics. Tot i això, l'esquema d'escultura és la mateixa que la de la galeria sud, sobretot amb capitells amb motius vegetals i animals i una sola escena historiada: el martiri de santa Eulàlia i santa Júlia, damunt del pilar central.
La galeria est, d'estil gòtic, està decorada amb un cicle de la infantesa de Crist representada als pilars de la galeria, i amb un cicle de la passió de Crist a la paret de la galeria.
Hi ha dos sepulcres de l'escultor Ramon de Bianya: el del bisbe Ramon de Vilallonga (1216) i el de Ferran del Soler (1203). Un tercer sepulcre, el del bisbe Guillem Jordà (1186) és d'autor desconegut.
Els edificis del claustre, els ocupen unes sales d'història i d'arqueologia que contenen una col·lecció d'objectes d'art d'Elna. La peça més destacable n'és un armari litúrgic de finals del segle xiv, decorat amb una verge que alleta, que ha tornat fa poc a Elna.